# Коммунальник (футбольный клуб, Слоним)
«Коммуна́льник» — белорусский футбольный клуб из города Слоним, основанный в 1969 году. С 1997 по 2000 годы участвовал в Высшей лиге Беларуси (кроме 1999 года). Зимой 2013 года путём объединения с ФК «Белтрансгаз» реорганизован в ФК «Слоним» (с 2017 года — «Слоним-2017»), который выступает в Первой лиге (Д2) чемпионата Беларуси.

## История выступлений
В чемпионатах БССР провела четыре сезона: в 1969, 1970, 1971 и 1991 годах.
- 1992: Третья лига (Д3), 2 место, 21 очко
- 1992/93: Вторая лига (Д2), 7 место, 33 очка
- 1993/94: Вторая лига (Д2), 11 место, 22 очка
- 1994/95: Вторая лига (Д2), 4 место, 39 очков
- 1995: Вторая лига (Д2), 5 место, 26 очков
- 1996: Вторая лига (Д2), 2 место, 45 очков
- 1997: Высшая лига, 11 место, 30 очков
- 1998: Высшая лига, 15 место,14 очков
- 1999: Первая лига, Чемпион, 59 очков
- 2000: Высшая лига, 16 место, 17 очков
- 2001: Первая лига, 10 место, 32 очка
- 2002: Первая лига, 8 место, 35 очков
- 2003: Первая лига, 10 место, 42 очка
- 2004: Первая лига, 11 место, 34 очка
- 2005: Первая лига, 13 место, 28 очков
- 2006: Первая лига, 11 место, 26 очков
- 2007: Первая лига, 12 место, 20 очков
- 2008: Первая лига, 10 место, 25 очков
- 2009: Первая лига, 10 место, 29 очков
- 2010: Первая лига, 15 место, 28 очков
- 2011: Вторая лига, 5 место, 54 очка
- 2012: Вторая лига, 8 место, 61 очко

## Названия
- 1969—1971 — «Торпедо».
- 1987—1989 — «Старт».
- 1990—1993 — «Альбертин».
- 1994—1995 — КПФ.
- 1996—2012 — «Коммунальник».

## Главные тренеры
- Сергей Сергеевич Грабун (1992—1995)
- Алексей Иванович Шубенок (1995—1996)

## Стадион
Домашние матчи «Коммунальник» проводил на стадионе «Юность». Стадион имеет две трибуны, общей вместимостью 2220 мест. Центральная часть главной трибуны оборудована навесом, имеются випзона и две комментаторские кабинки. Футбольное поле с травяным покрытием окружают беговые дорожки. На стадионе имеется электронное табло, а также стенд для ведения трансляций.